# Adrienn Szarka
Adrienn Szarka (n. 28 iunie 1991, în Kiskunhalas) este o handbalistă maghiară care joacă pentru clubul FTC-Rail Cargo Hungaria. Szarka evoluează pe postul de extremă stânga.

## Palmares
- Nemzeti Bajnokság I:
  -  Medalie de argint: 2012
  -  Medalie de bronz: 2011

- Magyar Kupa:
  -  Câștigătoare: 2017
  - Locul 3: 2009

- Cupa Cupelor EHF:
  -  Câștigătoare: 2011, 2012
  - Semifinalistă: 2015
  - Sfert-finalistă: 2014